# Aethes mesomelana
Aethes mesomelana es una especie de polilla del género Aethes, categorizada en la tribu Cochylini, de la subfamilia Tortricinae.

## Distribución
Se distribuye por China.

## Taxonomía
Fue descrita por Walker en 1863 y publicada en (Sciaphila), List Specimens lepid. Insects Colln. Br. Mus 28: 346.